# Gabriel de Marie
 Gabriel de Marie amb nom de naixement Gabriel Joseph Jean Hubert de Marie (Frankfurt del Main 20 de febrer de 1795 - Ciutat de Luxemburg 2 d'octubre de 1868) va ser un comerciant i polític luxemburguès. Va ser membre de l'Assemblea Constituent de Luxemburg el 1848. Va ocupar el càrrec d'alcalde de la ciutat de Luxemburg del 1850 al 1854.